# L'Ours Barnabé
Pour les articles homonymes, voir Barnabé (homonymie).
L'Ours Barnabé est une série de bande dessinée humoristique de Philippe Coudray.

## Thème
La série met en scène un ours, Barnabé, au milieu de la nature et d'autres animaux, souvent un lapin. Chaque page présente un gag différent.
L'effet humoristique provient de situations paradoxales à base d'effets géométriques et physiques, de logique, de jeux de sens.

## Historique
Philippe Coudray crée l'Ours Barnabé en 1980 pour une revue diffusée dans les écoles, Amis-Coop. La première publication en album date de 1989, aux éditions Hachette.
Les éditions Mango ont repris les planches publiées par Hachette et Hélyode et publié des nouveautés entre 1997 et 2008.
Les éditions La Boîte à Bulles ont repris l'ensemble de la série en 2009, en rééditant l'ensemble des planches de chez Mango (et donc de chez Hachette et Hélyode) sous forme de trois Intégrales. Puis des nouveautés, à partir du tome 12.
L'Ours Barnabé a été traduit et publié au Japon, en Chine, aux États-Unis, en Allemagne et en Suède.

## Prix et hommages
Le premier album de la série, l'Ours Barnabé 1, est nommé pour l'Alph’Art, meilleur Album humour à Angoulême en 1990.
Le prix « RTL Enfant » est décerné en 1992 à l'Ours Barnabé 3.
La série reçoit ensuite le « Prix des écoles » à Angoulême en 2011.
Une exposition a été consacrée à l'Ours Barnabé, au musée du papier d'Angoulême en 2012, dans le cadre du Festival de la bande dessinée.
L'une des versions américaines de l'Ours Barnabé, Benjamin Bear, a été nommée à deux reprises, en 2012 et 2014, au prix Eisner Award for Best Publication for Early Readers, couronnant les meilleures publications destinées à un jeune lectorat. L'œuvre a par ailleurs été récompensée par le Prix Panda 2012-2013, décerné par les bibliothèques de livres étrangers en Chine.

## Albums

### Albums originaux
- L'Ours Barnabé, 1, Hachette, 1989 (ISBN 2-01-015449-5).
- L'Ours Barnabé, 2, Hachette, 1990 (ISBN 2-01-016217-X).
- L'Ours Barnabé, 3, Hélyode, 1991  (ISBN 2-87353-013-8).
- L'Ours Barnabé, tome 1 : « Gardons l'équilibre », Mango, 1997  (ISBN 2-7404-0692-4).
- L'Ours Barnabé, tome 2 : « La nuit porte conseil », Mango, 1997  (ISBN 2-7404-0689-4).
- L'Ours Barnabé, tome 3 : « Réponse à tout », Mango, 1998  (ISBN 2-7404-0790-4).
- L'Ours Barnabé, tome 4 : « Sans l'ombre d'un doute », Mango, 1998  (ISBN 2-7404-0789-0).
- L'Ours Barnabé, tome 5 : « Ventre à terre », Mango, 1999  (ISBN 2-7404-0886-2)[3].
- L'Ours Barnabé, tome 6 : « Restons calmes ! », Mango, 2000 (ISBN 2-7404-0789-0).
- L'Ours Barnabé, tome 7 : « Comme un poisson dans l'eau », Mango, 2002  (ISBN 2-7404-1410-2).
- L'Ours Barnabé, tome 8 : « Ça baigne ! », Mango, 2003  (ISBN 2-7404-1632-6).
- L'Ours Barnabé, tome 9 : « Tout est possible », Mango, 2005  (ISBN 2-7404-1979-1).
- L'Ours Barnabé, tome 10 : « De mieux en mieux », Mango, 2006  (ISBN 2-7404-2128-1).
- L'Ours Barnabé, tome 11 : « Le monde à l'envers », Mango, 2008 (ISBN 978-2-7404-2407-0).
- L'Ours Barnabé, tome 12 : « Tout est simple », La Boîte à Bulles, 2009  (ISBN 978-2-84953-084-9).
- L'Ours Barnabé, tome 13 : « Encore plus fort ! », La Boîte à Bulles, mai 2011 (ISBN 978-2-84953-119-8).
- L'Ours Barnabé : « Sans Paroles », La Boîte à Bulles, mars 2012  (ISBN 978-2-84953-140-2).
- L'Ours Barnabé, tome 14 : « À vos risques et périls », La Boîte à Bulles, novembre 2013 (ISBN 978-2-84953-179-2).
- L'Ours Barnabé, tome 15 : « Un monde parfait », La Boîte à Bulles, novembre 2014 (ISBN 978-2-84953-212-6).
- L'Ours Barnabé, tome 16 : « Trucs et astuces », La Boîte à Bulles, novembre 2015 (ISBN 978-2-84953-246-1).
- L'Ours Barnabé, tome 17 : « Un pour tous, tous pour un », La Boîte à Bulles, juin 2016 (ISBN 978-2-84953-263-8).
- L'Ours Barnabé, tome 18 : « Un monde nouveau », La Boîte à Bulles, octobre 2017  (ISBN 978-2-84953-290-4).
- L'Ours Barnabé, tome 19 : « Vive la nature ! », La Boîte à Bulles, mars 2019  (ISBN 978-2-84953-330-7).
- L'Ours Barnabé, tome 20 : « Visite guidée », La Boîte à Bulles, mars 2020  (ISBN 978-2-84953-361-1).
- L'Ours Barnabé, tome 21 : « Joyeux anniversaire ! », La Boîte à Bulles, mars 2021  (ISBN 978-2-84953-384-0).
- L'Ours Barnabé, tome 22 : « Beau temps sous les étoiles », La Boîte à Bulles, avril 2022  (ISBN 978-2849534298).
- L'Ours Barnabé, tome 23 : « D'égal à égal », La Boîte à Bulles, juin 2023  (ISBN 978-2849534533).
- L'Ours Barnabé, tome 24 : « Tout va bien », La Boîte à Bulles, avril 2025  (ISBN 978-2849535394).

### Intégrales
- L'Ours Barnabé, Intégrale tome 1, avril 2010 (ISBN 978-2-84953-085-6).
- L'Ours Barnabé, Intégrale tome 2, mars 2012 (ISBN 978-2-84953-134-1).
- L'Ours Barnabé, Intégrale tome 3, octobre 2012 (ISBN 978-2-84953-153-2).
- L'Ours Barnabé, Intégrale tome 4, octobre 2016 (ISBN 978-2-84953-273-7).
- L'Ours Barnabé, Intégrale tome 5, mars 2021  (ISBN 978-2849533857).